# قرار مجلس الأمن التابع للأمم المتحدة رقم 1187
قرار مجلس الأمن التابع للأمم المتحدة رقم 1187، المتخذ بالإجماع في 30 تموز / يوليو 1998، بعد إعادة تأكيد جميع القرارات المتعلقة بجورجيا، ولا سيما القرار 1150 (1998)، ومدد المجلس ولاية بعثة مراقبي الأمم المتحدة في جورجيا حتى 31 كانون الثاني / يناير 1999، ناقش الأعمال العدائية الأخيرة في البلاد.
وأعرب مجلس الأمن عن قلقه إزاء الحالة المتوترة في مقاطعتي زوغديدي وغالي وخطر اندلاع قتال. لم تكن أبخازيا ولا جورجيا على استعداد لنبذ العنف أو السعي إلى حل سلمي جاد.
كان هناك قلق بشأن استئناف الأعمال العدائية في مايو 1998 ودُعي الطرفان إلى الالتزام باتفاقية وقف إطلاق النار وفصل القوات (اتفاق موسكو) وغيرها من الاتفاقيات. وطُلب من الطرفين إنشاء آلية مشتركة للتحقيق ومنع الأعمال التي تنتهك اتفاق موسكو والأعمال الإرهابية. وأكد المجلس من جديد حق جميع النازحين واللاجئين، وعددهم كبير، في العودة بأمان إلى ديارهم وفقا للقانون الدولي. وبهذه الطريقة، تمت إدانة التدمير المتعمد للمنازل وطرد الناس من قبل الجانب الأبخازي، كما أن التغييرات الديموغرافية الناتجة عن الصراع غير مقبولة.
تم استدعاء الأطراف على الفور لتحقيق نتائج في المفاوضات حول القضايا الرئيسية. وعلاوة على ذلك، أدان القرار العنف ضد مراقبي البعثة، وإعادة زرع الألغام الأرضية، والهجمات التي تشنها الجماعات المسلحة في منطقة غالي. وكان هناك قلق أيضاً من حملة إعلامية شُنت في أبخازيا ودُعي إلى مضايقة أفراد بعثة مراقبي الأمم المتحدة في جورجيا وأبخازيا لوقف هذه الأعمال. وتم تمديد ولاية بعثة مراقبي الأمم المتحدة في جورجيا، رهناً بمراجعة المجلس وأي تغييرات في ولاية قوة حفظ السلام التابعة لرابطة الدول المستقلة التي كانت موجودة أيضاً في جورجيا.
وأخيراً، طُلب من الأمين العام كوفي عنان اطلاع المجلس على التطورات في المنطقة والمسائل المتعلقة بتفويض بعثة مراقبي الأمم المتحدة في جورجيا؛ وسيجري استعراض ولايتها.

## روابط خارجية
- نص القرار في undocs.org